# Млинівка (притока Тлумача)
Млинівка (рос. Млыновка, пол. Gruszka) — гірська річка в Україні, у  Івано-Франківському районі Івано-Франківської області у Галичині. Права притока Тлумача, (басейн Дністра).

## Опис
Довжина річки приблизно 17,83 км, похил річки 4,5  м/км, площа басейну водозбору 71,5  км², найкоротша відстань між витоком і гирлом — 5,19  км, коефіцієнт звивистості річки — 2,31 . Формується безіменними струмками та загатами. Річка тече у височинній частині Покуття.

## Розташування
Бере початок на південно-східних схилах безіменної гори (345,8 м). Тече переважно на південний схід через Озеряни, далі за селом повертає у протилежному напрямку і тече на північний захід через Грушки і Мельники. На висоті 247 м над рівнем моря впадає у річку Тлумач, праву притоку Дністра.

## Цікавий факт
- У селі Озеряни річку перетинають автошляхи Р20 та Т 0904[3].
- Річка протікає понад горами Глинка (350,6 м) та Дем'янка (326,9 м)[1].
- У XIX столітті на річці існувало 6 рибних ставків та 5 водяних млинів. Понад річкою на болотах гніздувалося багато птахів[2].
- На сучасній мапі та на мапі генштабу річка Тлумач та її притоки зазначені без відповідності мапі Австрійської монархії та інформації Словника географічного.